# 红菱鲷
红菱鲷（学名：Antigonia rubescens，又稱菱鯛）为為輻鰭魚綱鱸形目菱鲷科菱鲷属的其中一種鱼类。

## 分布
分布于印度西太平洋區，包括日本、菲律宾、南洋群岛、锡兰、澳大利亚、南非海、台湾岛以及南海等從日本至澳洲海域。该物种的模式产地在长崎。

## 外型及習性
棲息深度50-750公尺，體長可達15公分，棲息在大陸坡。